# تشكيل القفع

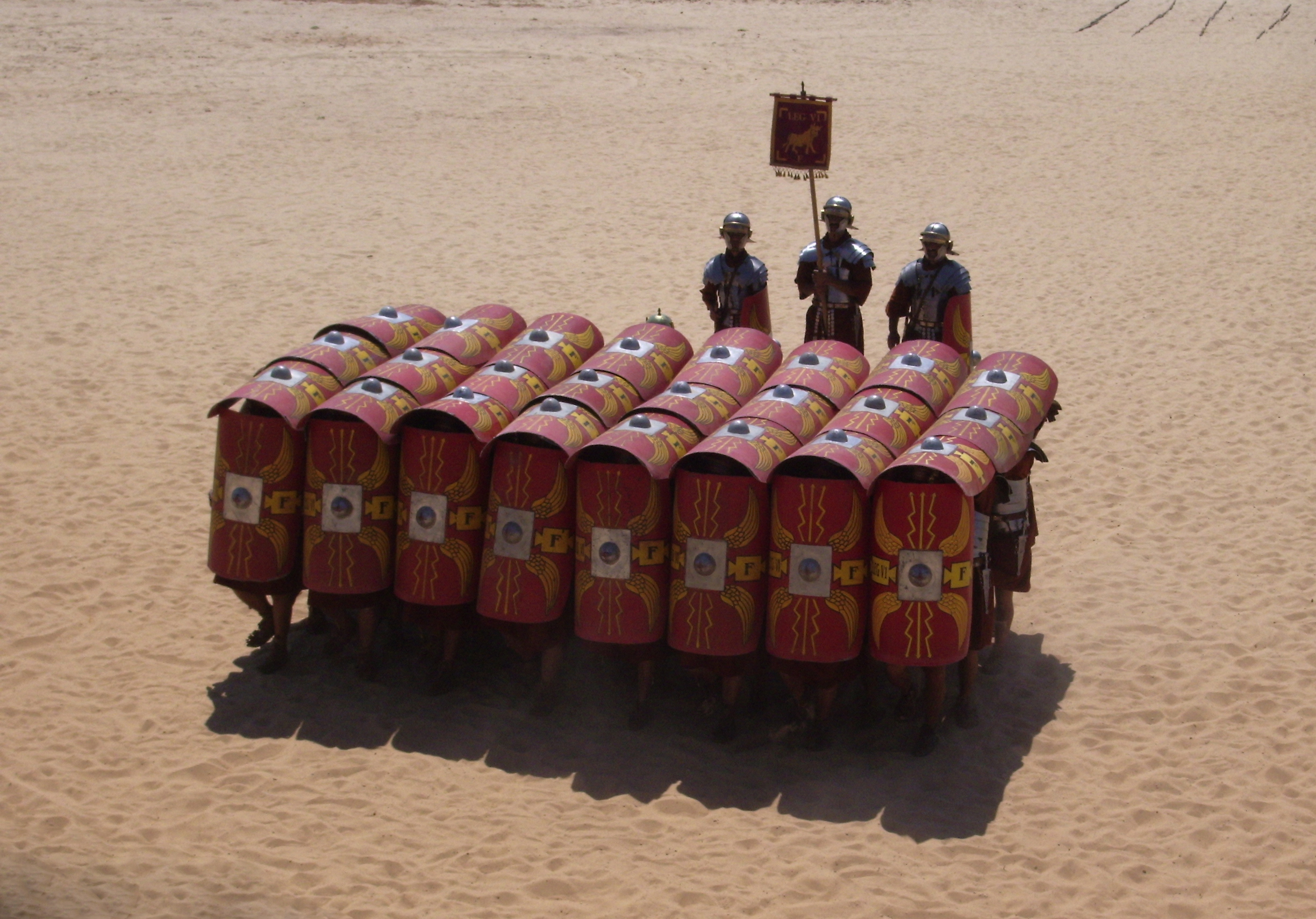
إعادة تمثيل حديثة لمظهر تشكيل القفع.

تشكيل القَفْع أو تشكيل السِّتْر التُّرْسِيّ (بالإنجليزية: Testudo formation، حيث أن testudo هي كلمة لاتينية تعني «سلحفاة»)‏ كان تشكيلاً عسكرياً كثيراً ما استعمله جنود الفيالق الرومانية في معاركهم، وخصوصاً أثناء الحصارات. تعود جذور التشكيل إلى اليونان القديمة حيث كان يُسمَّى تشكيل "chelone" (كلمة يونانية تعني أيضًا «سلحفاة»)، وقد تطور أكثر في عهد الإمبراطورية البيزنطية وحاز تسمية "foulkon". كان يقوم تشكيل القفع على فكرة أن يجتمع جميع الرجال في صفٍ واحد ويمدون تِرَاس السكوتوم المستطيلة الضخمة للأمام والأعلى، لتحصين أنفسهم من جميع الجهات، سواء من سهام الأعداء أو حرابهم أو ضربات سيوفهم. كان يتولى الصف الأمامي من الجنود الحماية الأمامية، أما الصفوف الواقفة خلفهم فقد كانت ترفع التراس للأعلى للحماية من السهام والحراب، أما من في الصف الخلفي وعلى الجوانب فلم يكن يهم كيف يوجِّهون تراسهم، وفي بعض الحالات كانوا يوجهونها نحو الخارج للحماية الإضافية. مع ذلك، كان هذا التشكيل يجعل حركة الجنود بطيئةً وصعبة.